# Azadirachta
Azadirachta A.Juss., 1830 è un genere di piante arboree appartenente alla famiglia delle Meliacee.

## Etimologia
Azadirachta è il nome arabo per A. indica e significa "albero nobile" (o "libero").

## Tassonomia
Il genere comprende due specie:
- Azadirachta excelsa (Jack) Jacobs
- Azadirachta indica A.Juss.

## Distribuzione e habitat
Entrambe le specie sono native dell'ecozona orientale, e  A. indica è ampiamente coltivata e naturalizzata anche fuori del suo areale originario.